# Grace Van Dien
Grace Van Dien (Los Angeles, 15 de outubro de 1996) é uma atriz norte-americana. Ela é conhecida por seus papéis como Brooke Osmond em Greenhouse Academy (2017-2019) e Katie Campbell em The Village (2019).

## Biografia
Van Dien nasceu em 15 de outubro de 1996 em Los Angeles, Califórnia, filho de Casper Van Dien e Carrie Mitchum. Ela tem um irmão mais velho e duas meias-irmãs.

## Transmissão do Twitch
Em 2021, Van Dien começou a transmitir no serviço de transmissão ao vivo Twitch, alcançando mais de 200.000 seguidores três meses após o início de seu canal. Van Dien, que transmite sessões de chat e gameplay de Valorant, disse que o streaming lhe dá a oportunidade de controlar sua própria voz. Ela assinou contrato com a United Talent Agency para representação em agosto de 2022.

## Filmografia

### Cinema
| Ano  | Título               | Personagem           | Notas                          |
| ---- | -------------------- | -------------------- | ------------------------------ |
| 2014 | Sleeping Beauty      | Princess Dawn        |                                |
| 2015 | San Andreas Quake    | Ali                  |                                |
| 2015 | Fire Twister         | Girlfriend           |                                |
| 2016 | Leap                 | Tara Holloway        |                                |
| 2016 | Storage Locker 181   | Grace                |                                |
| 2016 | Bad Twin             | Olivia/Quinn         |                                |
| 2016 | Patient Seven        | Patient Five (Jessa) |                                |
| 2017 | Awaken the Shadowman | Samantha             |                                |
| 2018 | Charlie Says         | Sharon Tate          |                                |
| 2020 | Riding Faith         | Grace                |                                |
| 2020 | Lady Driver          | Ellie Lansing        |                                |
| 2020 | The Binge            | Lena                 |                                |
| 2022 | V for Vengeance      | Scarlett             |                                |
| 2022 | What Comes Around    | Anna                 | originalmente intitulado Roost |

### Televisão
| Ano       | Título                                 | Personagem         | Notas                                                    |
| --------- | -------------------------------------- | ------------------ | -------------------------------------------------------- |
| 2005      | I Married a Princess                   | Herself            |                                                          |
| 2010      | The Dog Who Saved Christmas Vacation   | Randy's Daughter   | Filme televisivo; creditada como Caroline Grace Van Dien |
| 2015      | Code Black                             | Friend One         | Episódio: "Pre-Existing Conditions"                      |
| 2016      | Max                                    | Ruby               | Piloto de televisão não vendido                          |
| 2016      | The Bad Twin                           | Olivia / Quinn     | Filme para televisão                                     |
| 2017      | Escaping Dad                           | Amy                | Filme para televisão                                     |
| 2017      | White Famous                           | Ryann              | 2 episódios                                              |
| 2017–2019 | Greenhouse Academy                     | Brooke Osmond      | Elenco principal (temporadas 1–2)                        |
| 2019      | The Village                            | Katie Campbell     | Elenco principal                                         |
| 2019      | What Just Happened??! with Fred Savage | Tori               | Episódio: "Havenbrook"                                   |
| 2019      | The Rookie                             | Olivia             | Episódio: "Tough Love"                                   |
| 2021      | Immoral Compass                        | Tally              | Episódio: "Part 4: Parenthood"                           |
| 2022      | Stranger Things                        | Chrissy Cunningham | Episódio: "Chapter One: The Hellfire Club"               |